# Сат

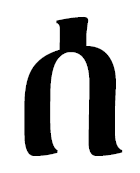

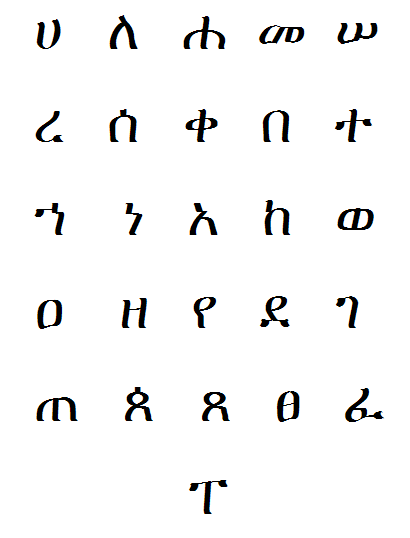

Сат (амх. ሳት) — сьома літера ефіопської абетки, позначає глухий ясенний фрикативний звук /s/.
- ሰ — се
- ሱ — су
- ሲ  — сі
- ሳ — са
- ሴ  — се
- ስ  — си (с)
- ሶ  — со